# Покрајина Голестан
Голестан (перс. گلستان, пуним именом перс. استان گلستان) је једна од покрајина Ирана, од 31 Иранске покрајине. Смјештена је на сјеверу земље, на истоку се граничи са Сјеверним Хорасаном , те са Семнанском покрајином и Мазандараном на југу, Каспијским језером на западу, а са сјевера се саТуркменистаном. Голестан има површину од 20.367 км², а према попису становништва из 2011. године у покрајини је живјело 1.777.014 становника. Сједиште Голестана је град Горган. Покрајина је данас подјељена на дванаест округа.

## Окрузи
- Акалски округ
- Алиабадски округ
- Азадшахерски округ
- Галикешки округ
- Гашки округ
- Гомишански округ
- Гонбадкабушки округ
- Горгански округ
- Калалски округ
- Курдкујски округ
- Мараветапски округ
- Минудаштански округ
- Рамијански округ
- Туркамански округ